# بورناويراون
بورناويراون (بالاختصار: بورن.) هو مصطلح أو لقب يطلق على العسكريين المتقاعدين في إندونيسيا الذين لم أصبحوا غير نشطين في القوات العسكرية، إما من قبل القوات المسلحة الإندونيسية أو من قبل القوات الشرطية الإندونيسية. وللتمييز بين الرتبة التي يرتديها الأفراد أثناء استمرار النشاط عند حلول موسم التقاعد، يكون ذكر أو كتابة علامة الرتبة للمتقاعدين هو نفسه في حالة الرتبة بينما لا يزال نشطًا فقط مع إضافة وصف (Pur).
ويختلف هذا اللقب عن لقب المحارب القديم الذي يمنح للعسكررين في الجيش الوطني الإندونيسي الذين كان لهم شرف الذهاب في عملية عسكرية فقط.